# Harpagozoon minutus
Harpagozoon minutus is een mosdiertjessoort uit de familie van de Lekythoporidae. De wetenschappelijke naam van de soort is, als Harpago minutus, voor het eerst geldig gepubliceerd in 1989 door Gordon.